# Lacinius
Ne doit pas être confondu avec Lacinius (mythologie).
Genre
Synonymes
- Acantholophus C. L. Koch, 1839 nec Dejean, 1834

Lacinius est un genre d'opilions eupnois de la famille des Phalangiidae.

## Distribution
Les espèces de genre se rencontrent en écozone holarctique.

## Liste des espèces
Selon World Catalogue of Opiliones (19/07/2025) :
- Lacinius aculeatus (Koch, 1839)
- Lacinius angulifer (Simon, 1878)
- Lacinius dentiger (Koch, 1847)
- Lacinius ephippiatus (Koch, 1835)
- Lacinius erinaceus Starega, 1966
- Lacinius horridus (Panzer, 1794)
- Lacinius insularis Roewer, 1923
- Lacinius tricuspidatus (Dufour, 1831)
- † Lacinius bizleyi Mitov, Dunlop & Penney, 2015

## Systématique et taxinomie
Ce genre a été décrit par Thorell en 1876 dans les Phalangiidae. Il est placé en synonymie avec Acantholophus par Simon en 1879. Acantholophus C. L. Koch, 1839 étant préoccupé par Acantholophus Dejean, 1834, la synonymie est inversée par Banks en 1893.

## Publication originale
- Thorell, 1876 : « Sopra alcuni Opilioni (Phalangidea) d'Europa e dell'Asia occidentale, con un quadro dei generi europei di quest'ordine. » Annali del Museo Civico di Storia Naturale Giacomo Doria, vol. 8, p. 452-508 (texte intégral).